# Reiderland (waterschap)
Reiderland  is een voormalig boezemwaterschap in het oosten van de Nederlandse provincie Groningen. De hoofdwatergang was het Hoofdkanaal, dat uitmondde bij de nieuwe Beertsterzijl, doorgaans Reidersluis of Reiderlanderbuitensluis genoemd, in de Reiderwolderpolder (1862-1864). Hiervoor werd tevens een nieuwe afwateringsgeul (de nieuwe Beertstermude) door de slikken van de Dollard gegraven. De sluis deed dienst tot de aanleg van de Carel Coenraadpolder in 1924. Daarna werd het water van het Hoofdkanaal via het Boezemkanaal naar de nieuwe Buitenzeesluis verder oostelijk geleid.
Het waterschap had een eigen waterschapshuis in de Reiderwolderpolder, dat tevens fungeerde als logement. Hier zetelde ook de directie voor de inpoldering van de Carel Coenraadpolder.
Het waterschap kan worden gezien als rechtsopvolger van het Vierkarspelenzijlvest, het Bellingwolderzijlvest en een deel van het Tienkarspelenzijlvest, waaraan een gedeelte van het gebied dat op de Lete afwaterde is toegevoegd. De poldermolens van Bellingwolde werden ondergebracht in een afzonderlijk waterschap, dat pas in 1912 tot het boezemwaterschap toetrad.
Het waterschap was onderverdeeld in zeven onderdelen, die elk een eigen bestuur hadden. Deze onderdelen waren:
1. Eerste onderdeel, Finsterwolde[1]
2. Tweede onderdeel, Kroonpolder[2]
3. Derde onderdeel, Nieuw-Beerta[3]
4. Vierde onderdeel, Bellingwolde[4]
5. Vijfde onderdeel, Blijham[5]
Het onderdeel had geen inliggende waterschappen, maar onderhield wel twee molens en een stoomgemaal.
6. Zesde onderdeel, Winschoten[6]
Ook dit onderdeel had geen inliggende waterschappen. Het onderhield twee molens en twee stoomgemalen
7. Zevende onderdeel, Beerta[7]

De onderdelen waren zelfstandiger dan de onderdelen van de overige, vergelijkbare Groninger waterschappen. Zo hieven ze hun eigen waterschapslasten (het schot) en onderhielden ze bepaalde objecten. De voorzitters van elk onderdeelsbestuur vormden het hoofdbestuur van het waterschap, tezamen met een door De Kroon benoemde voorzitter.
Het waterschap ging op in Reiderzijlvest. Waterstaatkundig gezien ligt het gebied sinds 2000 binnen dat van het waterschap Hunze en Aa's.

## Oude kaarten
- Kaart van het Project Waterschap Reiderland, 1862
- C.C. Geertsema, Kaart van de provincie Groningen en het noorden van Drenthe waarop de waterschappen zijn aangegeven, 1910
- C.C. Geertsema, Waterschappen en polders in het Oldambt, Beerta, Bellingwedde, 1910
- Waterstaatskaart van Nederland, blad 8: Nieuwe Schans, 1935 (herzien 1958 en 1976)
- Waterstaatskaart van Nederland, blad 13: Bourtange, 1953 (herzien 1966 en 1978 (Winschoten))